# Anton Gecas
Antanas Gecevičius, Anton Gecas (ur. 26 maja 1916 r., zm. 12 września 2001 r. w Edynburgu) – litewski wojskowy (porucznik), dowódca plutonu, a następnie 2 Kompanii 12 Litewskiego Batalionu Schutzmannschaft, potem dowódca plutonu litewskiego kompanii 2 Batalionu Komandosów Zmotoryzowanych podczas II wojny światowej, zbrodniarz wojenny
W okresie międzywojennym służył w litewskiej armii. W 1940 roku, już w ludowej armii litewskiej ukończył szkołę lotniczą, otrzymując stopień porucznika. Po ataku wojsk niemieckich na ZSRR 22 czerwca 1941 r., wstąpił do nowo formowanego w Kownie na pocz. sierpnia tego roku 12 Litewskiego Batalionu Schutzmannschaft. W stopniu porucznika objął dowodzenie jednym z plutonów. Batalion uczestniczył w likwidacji gett żydowskich na terytorium okupowanej Litwy, zaś od jesieni 1941 r. Białorusi. W dalszym okresie prowadził tam ciężkie walki z partyzantami i wykonywał zadania ochronne. Antanas Gecevičius, który został dowódcą 2 Kompanii, w 1943 r. został odznaczony Żelaznym Krzyżem 2 klasy. Jesienią 1943 r. oddział przeniesiono do okupowanych północnych Włoszech. We wrześniu 1944 r. A. Gecevičius na czele swojego pododdziału poddał się Amerykanom. Na pocz. marca 1945 r. na czele 85 b. podkomendnych został wcielony do 2 Batalionu Komandosów Zmotoryzowanych w składzie 2 Korpusu Polskiego. Stanął na czele jednego z trzech plutonów litewskich. Występował jako Antoni Giecewicz. W II poł. kwietnia 1945 r. wziął udział w ataku na pozycje niemieckie nad rzeką Gaiana. Za walki we Włoszech został odznaczony Krzyżem Walecznych. Do września 1946 r. służył we Włoszech, zaś po demobilizacji osiadł w Wielkiej Brytanii. Mieszkał w Edynburgu. Pracował jako inżynier w zarządzie kopalni państwowych. Otrzymał brytyjskie obywatelstwo. Zmienił imię i nazwisko na Anton Gecas. W 1986 r. wyszła na jaw jego przeszłość wojenna, w związku z czym oskarżono go jako zbrodniarza wojennego. W 1992 r. szkocki sąd uznał te oskarżenia.